# شلوه شپرد
شلوه شپرد (به انگلیسی: Shiloh Shepherd dog)، نام یکی از نژادهای سگ است که خاستگاه آن به ایالات متحده آمریکا بازمی‌گردد.